# Togarma
Togarma es un personaje de la Biblia (aparece en el libro del Génesis 10:3).
Era hijo de Gomer (que a su vez era hijo de Jafet, el Jápeto hebreo), y fue el antepasado mítico de varias tribus seminómadas criadores de caballos, mulas, burros y otros tipos de ganados que vivieron en Armenia y Capadocia hacia el siglo VIII a. C.

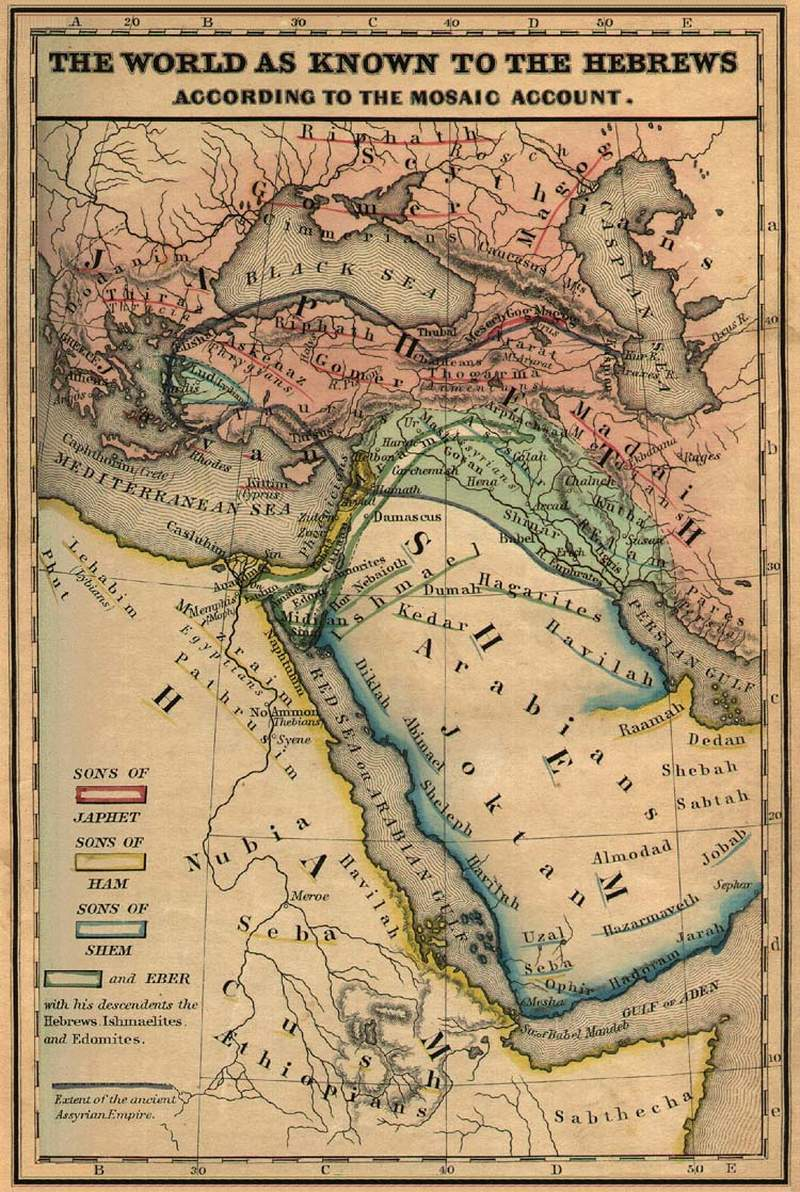
Thogarma(Armenians)

Darío I el Grande obtenía de ellos como impuestos 5000 potros al año.
Togarma también era la aldea habitada por los descendientes de este personaje, cerca de los montes Tauro.
Los asirios la conocían como Til-Garimme.
Tal vez el nombre griego del padre de algunas tribus escitas sea una transliteración de la palabra hebrea Togarma al griego como Targitaus. Por algunos pueblos era conocido como Tagdama.
Heródoto escribió que Targitaus era padre de varias tribus escitas, especialmente las del norte de Anatolia (cerca del Mar Negro) y las del noreste de Dacia y Moesia, conocidas por los griegos como las tribus habitantes de Escitia.
Parte de estas tribus fueron los marcomanos, los dacios, los alanos y los sármatas.
En fuentes literarias babilónicas, romanas, judías, persas y otras, el nombre Togarma (padre de los armenios) se traduce y translitera como ‘los hijos de Gomer que viven en los montes’.
Proviene de tres prefijos-raíces semitas:
- bet: ‘casa’;
- to (en lengua árabe, tell y túr equivalen a ‘monte’, y en lenguas hermanas til, te, to y ta equivalen a ‘colina’, ‘cerro’ y figuradamente a ‘reino’);
- garma: Gomer. En el idioma arameo (gumra) significa leña quemada. En el idioma árabe se llamaba Gamara.

En la Biblia quedó muy bien traducida como Bet Togarma, ‘escita criador de mulas, burros y caballos’ (en el Libro de Ezequiel 38).